# Miroslava Šafránková
Pour les articles homonymes, voir Šafránková.
Miroslava Šafránková ou Miroslava Šafránková-Drozdová, née le 11 juin 1958 à Brno, est une actrice et femme d'affaires tchèque.

## Biographie
Elle apparait pour la première fois au cinéma en 1973 dans le film Přijela k nám pouť réalisé par Věra Plívová-Šimková, et un an plus tard, elle tient le rôle principal dans le film Robinsonka réalisé par Karel Kachyňa. Elle joue également dans les films La Petite Sirène (avec sa sœur aînée Libuše Šafránková), Jak svět přichází o básníky (cs), et dans la série télévisée Arabela se vrací aneb Rumburak králem Říše pohádek (cs), une suite de la série Arabela, dans laquelle elle remplace l'actrice slovaque Jana Nagyová dans le rôle-titre (la voix de Jana Nagyová est doublée par Libuše Šafránková).
Déjà à l'époque du tournage de la série Arabela se vrací aneb Rumburak králem Říše pohádek, elle vivait en Allemagne de l'Ouest, où elle a épousé L. Stein dans les années 1980. En Allemagne, sous le nom de Miroslava Stein, elle joue dans plusieurs productions télévisées et films. 
Par ailleurs, elle étudie l'économie à Mayence et obtient une licence. Elle termine ses études à l'Université d'économie de Prague dont elle sort diplômée en ingénierie. De 1986 à 1989, elle vit au Mexique,.
Après s'être séparée de son mari, elle retourne en République tchèque. Elle y épouse Miroslav Drozda. À Prague, elle est la propriétaire de l'agence Kirké, spol. Ltd. 
Elle représente sa sœur Libuše lorsqu'est décernée à celle-ci la Médaille du mérite de l'État dans le domaine des arts (Medaile Za zásluhy (cs)), qu'elle ne peut recevoir elle-même en raison de son état de santé,,.

## Filmographie
- 1973 : Přijela k nám pouť
- 1974 : Robinsonka : Blažena
- 1975 : Romance za korunu (cs) : Maruna
- 1976 : la Petite Sirène Malá mořská víla : la Petite Sirène
- 1976 : Smrt mouchy : une amie
- 1980 : Moje koně vrané (téléfilm) : Petra
- 1981 : Jockay Monika (série allemande en 9 parties)
- 1981 : O vodě, lásce a štěstí (téléfilm) : Vojtěška, la fille du meunier
- 1981 : Prstýnek ze zlata kočičího (téléfilm) : Michala[7]
- 1982 : Jak svět přichází o básníky : Borůvka
- 1983 : Die Tote in der Isar, épisode 100 de Inspecteur Derrick, saison 10 : l'écolière
- 1991 : Dno (téléfilm)
- 1991 : Dveře (téléfilm)
- 1991 : El Jinete de la divina providencia
- 1991 : Kruh (téléfilm)
- 1991 : Oko za oko (téléfilm) : Sofronie, la femme de Zepp
- 1991 : Tvrz (téléfilm)
- 1992 : Co teď a co potom (téléfilm)
- 1993 : Arabela se vrací aneb Rumburak králem Říše pohádek (série télévisée) : Arabela